# Requiem (pel·lícula de 2006)
Requiem és una pel·lícula dramàtica alemanya del 2006 dirigida per Hans-Christian Schmid. És protagonitzada per Sandra Hüller com una dona amb epilèpsia, Michaela Klingler, que els membres de la seva església i ella mateixa creuen que és posseïda. La pel·lícula s'allunya dels efectes especials o de la música dramàtica i, en canvi, presenta la realització de pel·lícules d'estil documental, que se centra en la lluita de Michaela per portar una vida normal, atrapada en un llimb que podria representar una possessió demoníaca o una malaltia mental, centrant-se en aquesta última.
La pel·lícula se centra en l'estat mèdic de l'epilèpsia tal com es veu en els esdeveniments de la vida real d'Anneliese Michel, una dona alemanya que suposadament estava posseïda per sis o més dimonis i va morir el 1976. Aquests esdeveniments també van servir de base a la pel·lícula de Scott Derrickson de 2005 L'exorcisme de l'Emily Rose.

## Argument
Michaela Klinger (Sandra Hüller) és una jove resident d'una localitat rural que desitja fer una vida normal malgrat patir atacs epilèptics. Un dia li arriba una notificació en la qual l'informen que ha estat admesa a la Universitat de Tubinga. Emocionada per tornar a estudiar després d'estar de baixa pel seu infructuós tractament, accepta anar malgrat l'oposició dels seus pares (Burghart Klaußner i Imogen Kogge), els quals creuen que traslladar-se en el seu estat no farà sinó agreujar encara més la seva malaltia.
Als pocs dies comença a experimentar fenòmens estranys: és incapaç de resar, estudiar i fins i tot de parlar a més d'escoltar estranyes veus. A causa d'aquests successos Klinger creu que la seva epilèpsia és en realitat una possessió.

## Repartiment
- Sandra Hüller és Michaela Klingler.
- Burghart Klaußner és Karl Klingler.
- Imogen Kogge és Marianne Klingler.
- Friederike Adolph és Helga Klingler.
- Anna Blomeier és Hanna Imhof.
- Nicholas Reinke és Stefan Weiser.
- Jens Harzer és Martin Borchert.
- Walter Schmidinger és Pastor Landauer.
- Irene Kugler és Heimleiterin.
- Johann Adam Oest és Professor Schneider.
- Eva Löbau és Infermera.

## Banda sonora
1. Anthem de Deep Purple
2. Down 'n' Out de Light of Darkness
3. Past Time de Zarathustra
4. Human Bondage de Krokodil
5. Paramechanical World de Amon Düül
6. Moving Along de Light of Darkness

## Recepció de la crítica
Al lloc web de l'agregador de ressenyes Rotten Tomatoes, la pel·lícula té una puntuació d'aprovació del 86% basada en 35 ressenyes i una puntuació mitjana de 7,4/10. El consens crític del lloc web diu: "Aquest drama esgarrifós i naturalista us manté sota les seves mans a través de la intensa actuació de Huller". A Metacritic, la pel·lícula té una puntuació mitjana ponderada de 82 sobre 100, basada en 13 crítics, el que indica "aclamació universal".
La pel·lícula va obtenir crítiques positives, especialment entre els crítics del cinema europeu. Es va reconèixer com una gran producció que es basa clarament en la vida de la jove Anneliese Michel, qui havia sofert l'incident en la vida real.
Javier Ocaña a El País va escriure: 
| « | ”Un notable drama social amb el qual l'espectador pot experimentar el patiment d'una jove”. | » |

Oti Rodríguez Marchante en ABC (diari) va escriure: 
| « | ”Requiem és una recreació freda i analítica dels fets, deixant-li el buit exacte a la imaginació o fantasia (...) l'actriu és magnífica i li proporciona el to adequat a la tragèdia (...) Puntuació: ★★★ (sobre 5)”. | » |

## Reconeixements
Deutscher Filmpreis
| Any  | Categoria                    | Nominat/a                                                 | Resultat  |
| ---- | ---------------------------- | --------------------------------------------------------- | --------- |
| 2007 | Millor pel·lícula            | Requiem                                                   | Nominat   |
| 2007 | Millor actriu protagonista   | Sandra Hüller                                             | Guanyador |
| 2007 | Millor actor de repartiment  | Burghart Klaußner                                         | Nominat   |
| 2007 | Millor actriu de repartiment | Imogen Kogge                                              | Guanyador |
| 2007 | Millor director              | Hans-Christian Schmid                                     | Nominat   |
| 2007 | Millor guió                  | Bernd Lange                                               | Nominat   |
| 2007 | Millor edició                | Bernd Schlegel i Hansjörg Weißbrich                       | Nominat   |
| 2007 | Millor art                   | Christian M. Goldbeck                                     | Nominat   |
| 2007 | Millor disseny de vestuari   | Bettina Marx                                              | Nominat   |
| 2007 | Millor so                    | Lars Ginzel , Dirk Jacob , Marc Parisotto , Martin Steyer | Guanyador |

56è Festival Internacional de Cinema de Berlín
| Any  | Categoria                     | Nominat/a     | Resultat  |
| ---- | ----------------------------- | ------------- | --------- |
| 2007 | Millor interpretació femenina | Sandra Hüller | Guanyador |

XXXIX Festival Internacional de Cinema Fantàstic de Catalunya
| Any  | Categoria                             | Nominat/a     | Resultat  |
| ---- | ------------------------------------- | ------------- | --------- |
| 2007 | Millor actriu protagonista            | Sandra Hüller | Guanyador |
| 2007 | Millor pel·lícula                     | Requiem       | Guanyador |
| 2007 | Premi de la Crítica José Luis Guarner | Requiem       | Guanyador |

Bayerischer Filmpreis
| Any  | Categoria     | Nominat/a     | Resultat  |
| ---- | ------------- | ------------- | --------- |
| 2007 | Millor actriu | Sandra Hüller | Guanyador |

Schnitt-Preis
| Any  | Categoria     | Nominat/a | Resultat  |
| ---- | ------------- | --------- | --------- |
| 2007 | llargmetratge | Rèquiem   | Guanyador |